# Błonie-Wieś
```

```

Błonie-Wieś [ˈbwɔɲɛ ˈvjɛɕ] est un village polonais de la gmina de Błonie situé dans le powiat de Varsovie-ouest et dans la voïvodie de Mazovie, dans le centre-est de la Pologne[réf. nécessaire].